# Tove (Vorname)
Tove ist ein weiblicher, sehr selten auch männlicher Vorname.

## Herkunft und Bedeutung
Der Name Tove ist eine moderne Form der altnordischen Namen Tófa (weiblich) und Tófi (männlich), die Kurzform von Namen sind, die mit Thor beginnen.
In Schweden stehen 12 männlichen Namensträgern über 6000 Namensträgerinnen gegenüber, in Norwegen und Dänemark überwiegen die Namensträgerinnen noch stärker.

## Namensträgerinnen
- Tove (Mecklenburg) (um 975 n. Chr.), Prinzessin, Königin, Tochter des Obotritenfürsten Mistivoj, Gemahlin des wikingerzeitlichen dänischen Königs Harald Blauzahn (um 940–985/86)
- Tove Alexandersson (* 1992), schwedische Orientierungsläuferin
- Tove Alsterdal (* 1960), schwedische Schriftstellerin, Journalistin und Dramatikerin
- Tove Bornhøft (* 1956), dänische Schauspielerin und Theaterregisseurin
- Tove Bull (* 1945), norwegische Linguistin
- Tove Stang Dahl (1938–1993), norwegische Juristin
- Tove Ditlevsen (1917–1976), dänische Autorin
- Tove Dyrhauge (1920–2000), dänische Theaterschauspielerin
- Tove Edfeldt (* 1983), schwedische Schauspielerin
- Tove Fergo (1946–2015), dänische Pfarrerin und Politikerin (Venstre-Partei)
- Tove Hol (* 1970), norwegische Badmintonspielerin
- Tove Jansson (1914–2001), finnlandschwedische Illustratorin, Comiczeichnerin, Autorin und Malerin
- Tove Karoline Knutsen (* 1951), norwegische Jazzsängerin und Politikerin der Arbeiderpartiet (Ap)
- Tove Kohala (* 2001), schwedische Rennrodlerin
- Tove Lindbo Larsen (1928–2018), dänische Ministerin und Folketingsabgeordnete
- Tove Lo  (* 1987), schwedische Singer-Songwriterin
- Tove Elise Madland (* 1965), norwegische Politikerin
- Tove Maës (1921–2010), dänische Schauspielerin
- Tove Mohr (1891–1981), norwegische Ärztin und Frauenrechtlerin
- Tove Nielsen (1917–2002), dänische Schwimmerin
- Tove Nilsen (* 1952), norwegische Schriftstellerin und Literaturkritikerin
- Tove Pihl (1924–1987), norwegische Pädagogin und Frauenrechtlerin
- Tove Skutnabb-Kangas (1940–2023), finnische Linguistin und Autorin
- Tove Strand (* 1946), norwegische Politikerin
- Tove Styrke (* 1992), schwedische Popsängerin
- Tove Veierød (* 1940), norwegische Politikerin
- Tove Wisborg (1936–1991), dänische Schauspielerin

### Familienname
- Birte Tove (1945–2016), dänische Schauspielerin